# Love (AAA單曲)
《Love》是日本音乐团体AAA的第39张单曲，於2014年2月26日由avex trax发售。

## 概要
- A面曲《Love》為日本紅十字會2014年捐血活動《二十歲的捐血》的宣傳歌曲。有別於以往的單曲，此主打曲是由末吉秀太作開頭，並非由三大主唱（西島隆弘、宇野實彩子、浦田直也）或主說唱（日高光啓）作開頭，亦是繼《Red Soul》後，6年以來並沒收錄任何B面曲的單曲。
- 此單曲有3個版本，分別有「CD+DVD（Jacket A）」、「CD ONLY（Jacket B）」和「mu-mo shop限定盤」。「CD+DVD（Jacket A）」收錄了《Love》的PV和Making。《Love》的PV是首次採用一鏡到底（One Cut）手法來拍攝。
- 與《Miss you / 笑容綻放的地方》相同，「CD ONLY（Jacket B）」收錄了AAA 2013年發行的四張單曲Medley「AAA 2013 Single Medley」，曲目為Miss you ～ PARTY IT UP ～ Love Is In The Air ～ 戀歌與雨天
- 在3月10日於公信榜单曲週排行榜取得第4位。

## 收錄内容

### CD+DVD（Jacket A）
CD
1. Love
（作曲・作詞︰多胡 邦夫 / Rap詞：Mitsuhiro Hidaka）
2. 戀歌與雨天（Orchestra Version）（恋音と雨空）
（作曲、作詞︰岡村洋佑、Rap詞：Mitsuhiro Hidaka）
3. Love (Instrumental)

DVD
1. Love（Music Clip）
2. Love（Music Clip Making）

### CD ONLY（Jacket B）
1. Love
2. 戀歌與雨天（Orchestra Version）
3. AAA 2013 Single Medley
Miss you ～ PARTY IT UP ～ Love Is In The Air ～ 戀歌與雨天
4. Love (Instrumental)

### CD（mu-mo shop限定盤）
1. Love
2. 戀歌與雨天（Orchestra Version）
3. Think about AAA 8th Anniversary 〜season 31〜
4. Think about AAA 8th Anniversary 〜season 32〜